# Csiamusze
Csiamusze (egyszerűsített kínai írással: 佳木斯, pinjin: Jiāmùsī) prefektúra szintű város Kínában, Hejlungcsiang tartományban. Lakosainak száma 2 156 505 fő (2020).

## Népesség
| 2010 | 2 552 097 |
| 2020 | 2 156 505 |

## Testvérvárosok
- Komszomolszk-na-Amure